# Гинилевич Ярослав Володимирович
Яросла́в Володи́мирович Гиниле́вич (* 8 квітня 1891, с. Шум'яч, Турківський район, Львівська область — † 14 жовтня 1980, м. Мюнхен, Німеччина) — український громадський і медичний діяч, педагог.

## Життєпис
Народився 8 квітня 1891 в селі Шум'яч (тепер Турківського району, Львівської області).
Його батько, Володимир Гинилевич, служив капеланом в УГА і помер на тиф 1 грудня 1919 в Трикутнику смерті, брати: Гинилевич Степан — командир Торунської станиці Карпатської Січі, в УГА воював і доктор Іван Гинилевич, артилерійський референт, Костянтин — телеграфний референт УГА.
Закінчив Перемиську гімназію, а у 1916 році Львівський медичний університет. В часі навчання був серед підсудних 101 студента у політичному процесі. Приділений санітарним медиком до 41-го Чернівецького піхотного полку на італійському фронті.

### В Українській Галицькій Армії
1 листопада 1918 о 2-й ночі зголосився до УГА і разом з четарем Григорієм Трухом роззброював австрійську залогу Львова. Згодом сотник медичної служби, у складі першої швидкої допомоги, що знаходилася в приміщенні Народному Дому при Центральному Військовому Комітеті, який став першим штабом УГА — також були лікарі Кость Танячкевич, Володимир Скоморовський, одна медсестра й четверо стрільців. Під час вуличних боїв за Львів тяжко поранений 4 листопада при виконанні медичної служби.
Після втрати столиці — медик 7-ї Львівської бригади УГА, брав участь у Чортківській офензиві: пережив тиф в Трикутнику смерті.
В квітні 1920 р. після роззброєння і інтернації поляками — табір полонених у Тухолі на Помор'ї.

### На цивільній лікарській службі
1921 р. звільнився, вернувся до Львова, працював до 1939 року у клініці Народної лічниці, зібрав 20 000 злотих на будову українського шпиталю.
Був особистим лікарем митрополита Андрея Шептицького та його брата о. Климентія Шептицького. Професор медичного факультету Львівського університету.

### В еміграції
В часі Другої світової війни брав участь у національно-визвольному русі, 1944 вимушено подався в еміграцію, оселився у Мюнхені. Президент і засновник української медичної благодійної служби в Німеччині — від 1951 — постійний голова, був деканом фармацевтичного факультету Українського технічно-господарського інституту.
Проводив розтин тіла Степана Бандери.
9 квітня 1964 року Папа Павло VI візначив його титулом Лицаря-командора Ордена св. Сильвестра Папи.
Видані його праці з питань внутрішніх хвороб.